# Гагарин, Алексей Петрович
Алексе́й Петро́вич Гага́рин (26 марта 1895, с. Хмелита, Смоленская губерния — 6 сентября 1960, Москва) — советский философ
, доктор наук (1938), декан философского факультета МИФЛИ (1936—1941) и МГУ (1949—1952).

## Биография
В 1909 году окончил земскую школу и поступил в Вяземское духовное училище. (По другим данным, учился в Смоленской духовной семинарии). В 1916 году окончил училище и получил звание учителя. С марта 1917 года заведовал Хватов-заводским волостным отделом народного образования в Юхновском уезде Смоленской губернии.
В октябре 1918 года вступил в ВКП(б). В январе 1920 года переехал в Рославль, где заведовал культурным отделом железнодорожных мастерских, был избран членом учппрофсожа и секретарём фракции РКП(б). В том же году был делегатом II Всероссийского съезда ответственных организаторов деревни, где слушал выступление В. И. Ленина.
В 1929 году был обвинён в том, что он якобы сын князя Гагарина из Сызранского уезда. За это был исключён из партии, но вскоре восстановлен (собрав отзывы десятков знавших его коммунистов).
В августе 1930 года зачислен в Институт красной профессуры, который окончил в 1933. Кандидат философских наук (1937, диссертация «Франц Меринг и его философские взгляды»), доктор философских наук (1939, диссертация «Идеологический фронт классовой борьбы в России в 1917 г.»).
Работал в Государственном комитете по делам высшей школы, был заместителем председателя ВАК, затем деканом философского факультета МИФЛИ (1936—1941), заведующим кафедрой философии МГПИ им. В. П. Потёмкина (1941—1949) и деканом МГУ (с 19 ноября 1949). Инициатором назначения Гагарина в МГУ называют С. В. Кафтанова.
Прославился безграмотными фразами на лекциях, одну из которых бывшие студенты вспоминают особенно часто: «Гегель одной ногой стоял в прошлом, а другой — приветствовал будущее». В повести Александра Зиновьева (который тоже слушал лекции Гагарина) «Жёлтый дом» эта фраза приписана одному из персонажей, академику Петину. Феликс Трофимович Михайлов, выпускник философского факультета 1954 года, вспоминал, что на первой же лекции декан характеризовал учащихся "попами марксистского прихода".
А. Д. Косичев вспоминал, что Гагарин «любил выступать с лекциями перед широкой аудиторией. Однажды в лектории общества „Знание“ в Политехническом музее после лекции ему задали провокационный вопрос: „Могли ли ошибаться Ленин и Сталин в теории и на практике?“ А. П. Гагарин по своей простоте и даже, я бы сказал, наивности, ответил: „Конечно, могли, как и все люди, они не святые и потому могут ошибаться“. Одного этого было достаточно, чтобы карьера Алексея Петровича закончилась. На второй день после лекции в ЦК КПСС и Министерство высшего образования СССР посыпались заявления о случившемся криминале. Началось разбирательство. Гагарина вызвали в ЦК и просили добровольно уйти в отставку. И буквально через несколько дней появился приказ по Министерству высшего образования об освобождении Гагарина от обязанностей декана философского факультета МГУ „согласно личному заявлению“. Всей этой операцией руководили заведующий отделом ЦК КПСС Д. И. Чесноков и заместитель министра высшего образования М. А. Прокофьев». Заведующий кафедрой диалектического и исторического материализма ИПК/ИППК МГУ (1951—1959).
Единственный сын А. П. Гагарина погиб на фронте. Учёный собрал большой свод воспоминаний и документов «Страницы из жизни отцов и детей эпохи Великой Отечественной войны».
Похоронен на Новодевичьем кладбище, позднее рядом был похоронен философ Г. Ф. Александров.

## Научная деятельность
Специализировался на изучении истории и теории атеизма.
Самостоятельно выучил немецкий язык для изучения философских взглядов Франца Меринга.

### Избранные труды
- Гагарин А. П. Долой богов! // Антирелигиозный, пасхальный иллюстрированный журнал. — Смоленск, 1923. — С. 1.
- Гагарин А. П. Рабочий класс, наша партия и тов. Ленин. — Смоленск, 1924. — 15 с.
- Гагарин А. П. Хозяйство, жизнь и настроения деревни. — М.; Л., 1925. — 112 с.
- Гагарин А. П. Общественная закономерность и объективная реальность. — М., 1931. — 128 с.
- Гагарин А. П. Франц Меринг и его философские взгляды. — М., 1937. — 140 с.
- Гагарин А. П. Американская буржуазная философия и социология на службе империализма. — М., 1950. — 47 с.
  - 2-е изд. — 1951. — 116 с.
  - 3-е изд. — 1953. — 207 с.
- Гагарин А. П. Борьба за установление Советской власти в Юхновском районе. — Смоленск, 1958. — 77 с.
- Гагарин А. П. Правда о христианской религии и нравственности. — М., 1961. — 48 с.